# 쿠로키 호노카
쿠로키 호노카(일본어: 黒木 ほの香, 1995년 10월 21일 ~ )는 일본의 여성 성우. 오사카부 출신. 스타더스트 프로모션 소속.